# Mir (Schiff)
Das Segelschulschiff Mir (russisch Мир, deutsch Frieden) wurde als Teil einer aus insgesamt sechs Schiffen bestehenden Baureihe (Schwesterschiffe: Nadeschda [Надежда], Pallada, Khersones [Херсонес], Druschba [Дружба] und Dar Młodzieży) 1987 auf der Danziger Werft nach Plänen des polnischen Segelschiffkonstrukteurs Zygmunt Choreń erbaut. Sie gehört mit ihren Abmessungen zu den größten Segelschiffen der Welt.

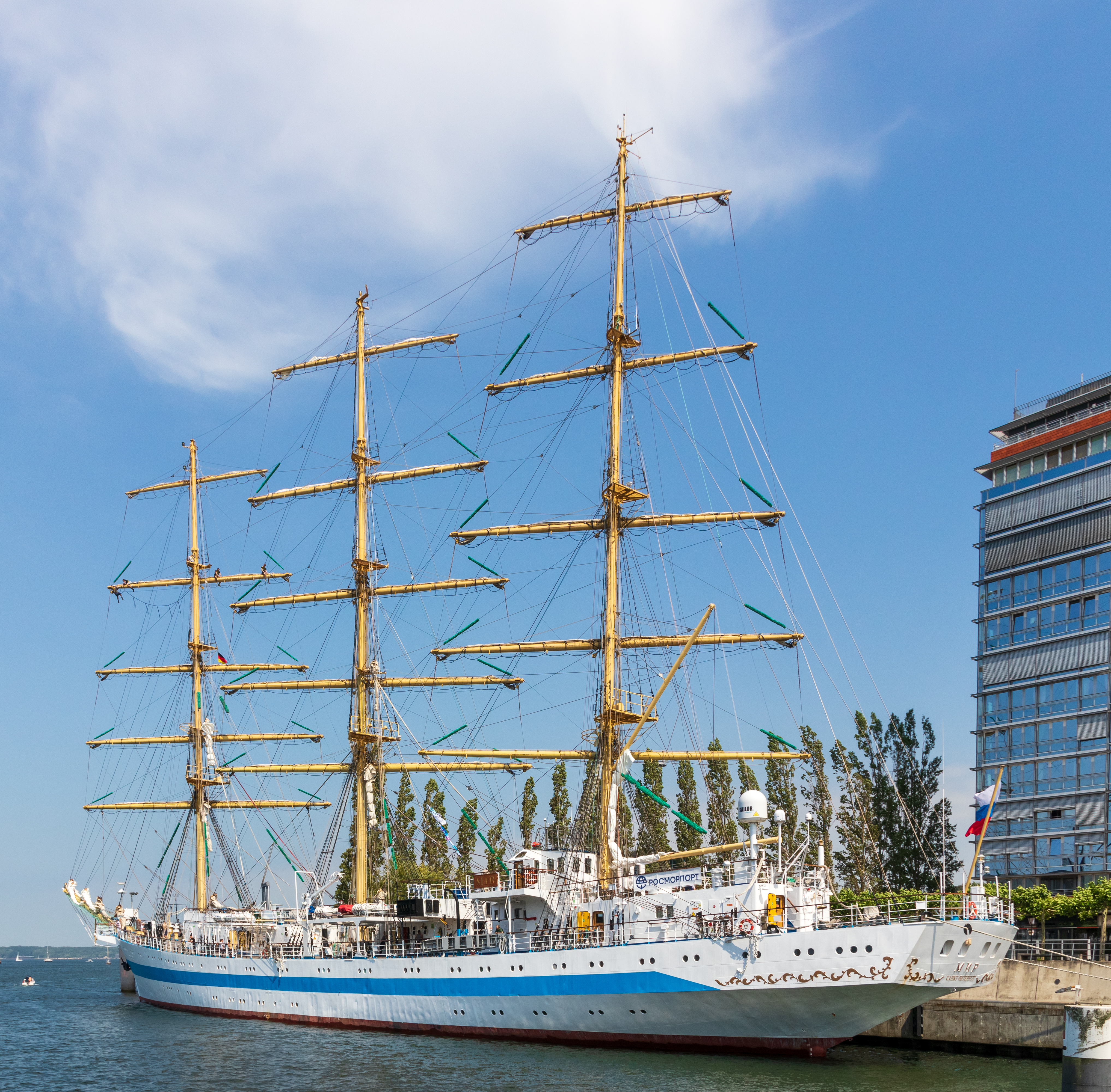
Die Mir im Hafen

Eigner der Mir ist die staatliche Admiral-Makarow-Akademie (Hochschule für Marineingenieure) in Sankt Petersburg. An dieser Hochschule wird seemännischer Nachwuchs für die russische Handelsmarine ausgebildet. Die Studenten der Fachrichtungen Nautik, Schiffsbetriebstechnik, Radar- und Funkwissenschaften müssen während ihres Studiums ein Praxissemester an Bord dieses Segelschulschiffes absolvieren. Dieser Törn auf dem Großsegler dient nicht nur zum Erlernen klassischer Seemannschaft (inklusive Charakterbildung). Begleitet werden sie dabei von Professoren der Universität, die ihnen unter anderem auch Englischunterricht erteilen.
Die Stammbesatzung des Schiffes beträgt circa 55 Personen. Es können circa 140 Kadetten an Bord genommen werden; bei einer geringeren Kadettenzahl besteht auch die Möglichkeit, als zahlender Mitsegler (sog. „Trainee“) an Bord zu kommen. Bei maritimen Veranstaltungen oder Hafenfesten ist die Mir oft Gast in deutschen Gewässern. Nicht zuletzt, um Geld für den weiteren Betrieb des Schiffes zu verdienen, werden zahlende Gäste zu Tagestouren oder Übernachtungen an Bord genommen.
Unter Führung von Kapitän Antonov erwarb sich die Mir ihren Ruf als aktuell schnellster Großsegler der Welt (lt. eigenen Angaben 19,4 kn Höchstgeschwindigkeit unter Segeln). So wurde sie 1992 Gesamtsieger in der „Grand Regatta Columbus 92-Quincentenary“ zur 500-jährigen Entdeckung Amerikas. Sie setzte sich auch mehrfach auf den Großsegler-Regatten „Tall Ships’ Races“ (früher „Cutty Sark Tall Ships’ Races“) gegen ihre Konkurrenz durch. 2003 und 2004 gewann die Besatzung der Mir auf den Tall Ships’ Races außerdem die „Friendship Trophy“ dafür, während der Regatta am meisten zu internationaler Verständigung und Freundschaft beigetragen zu haben.

## Bildergalerie

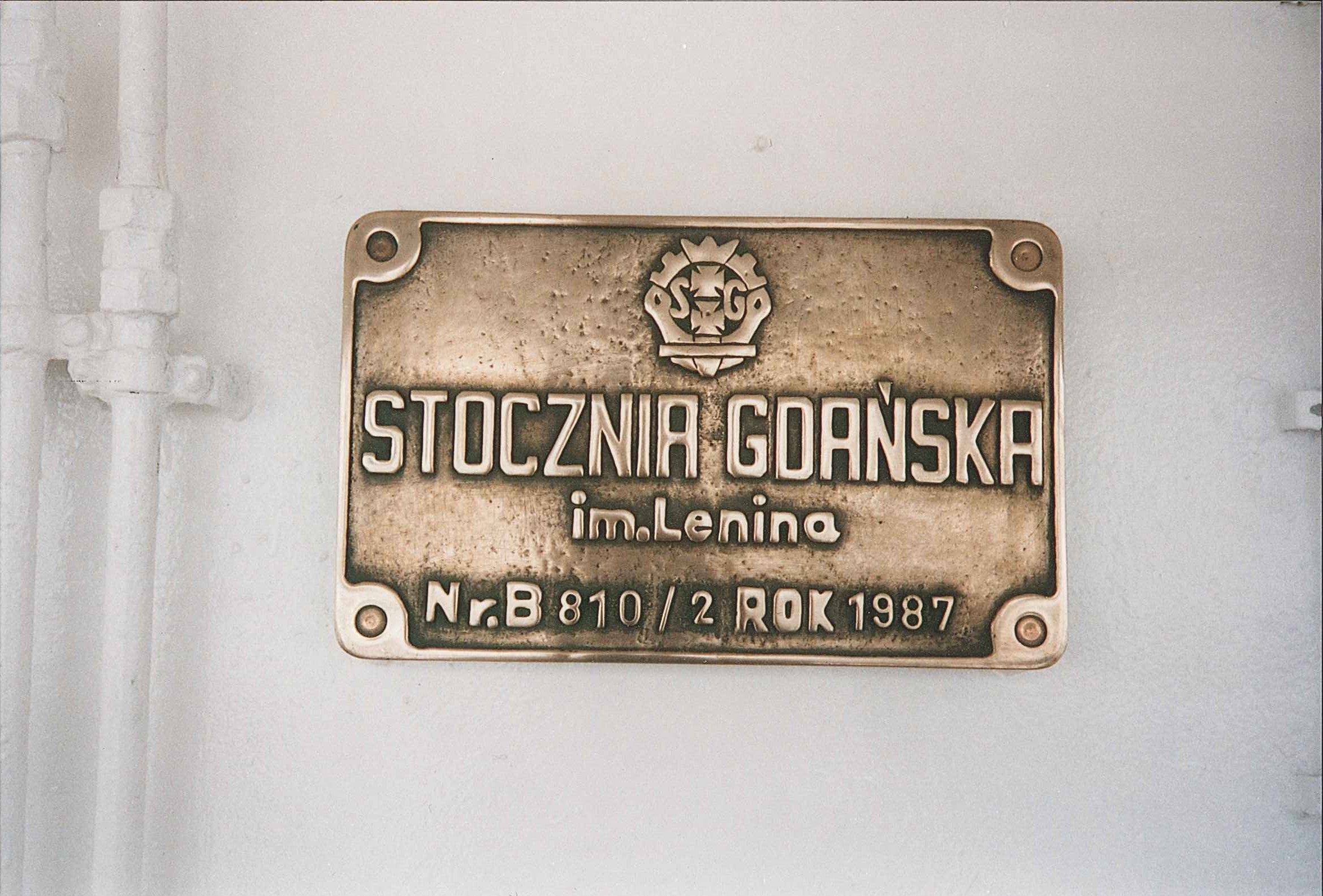
Typenschild der Mir
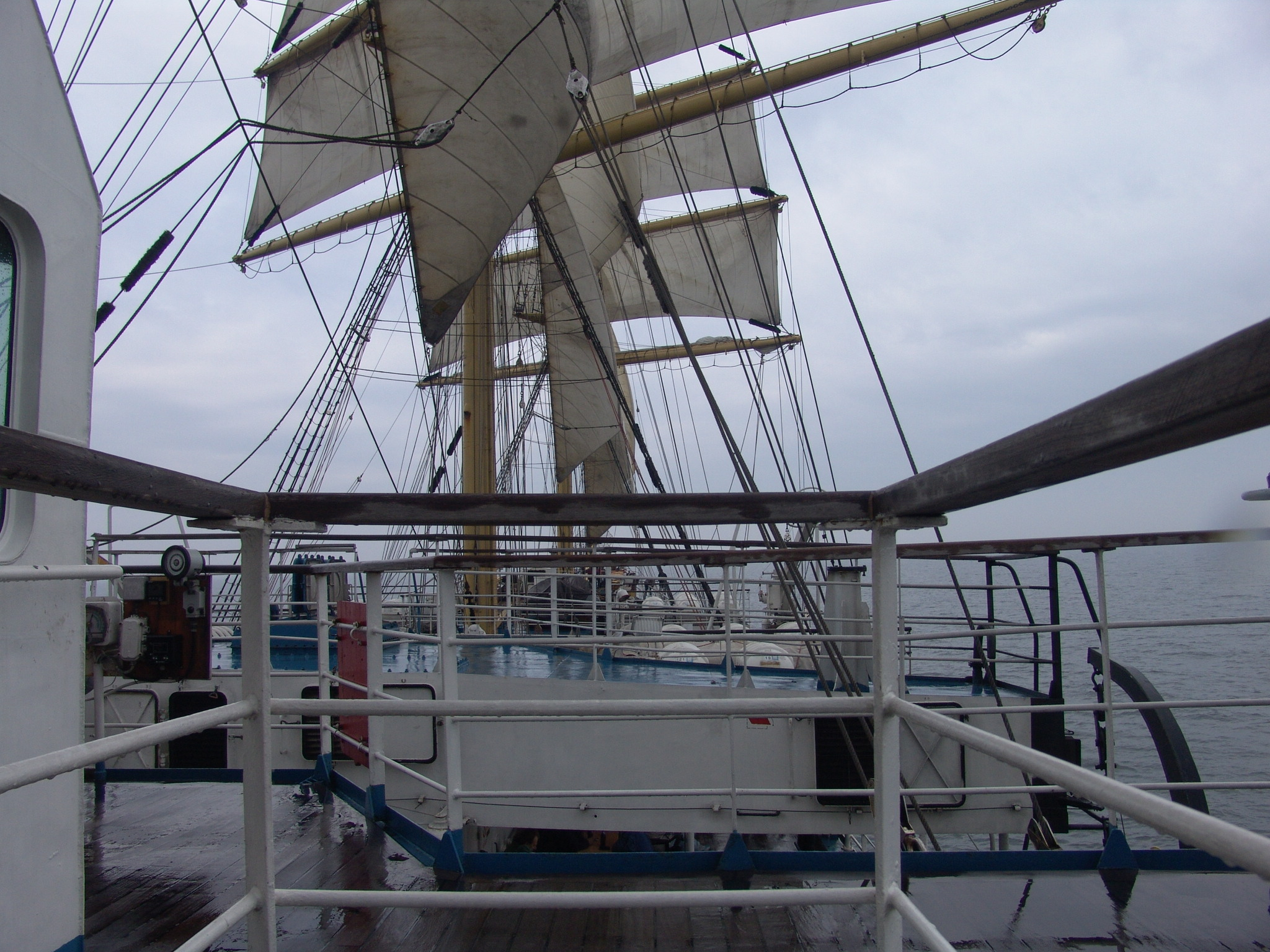
Blick von der Brücke
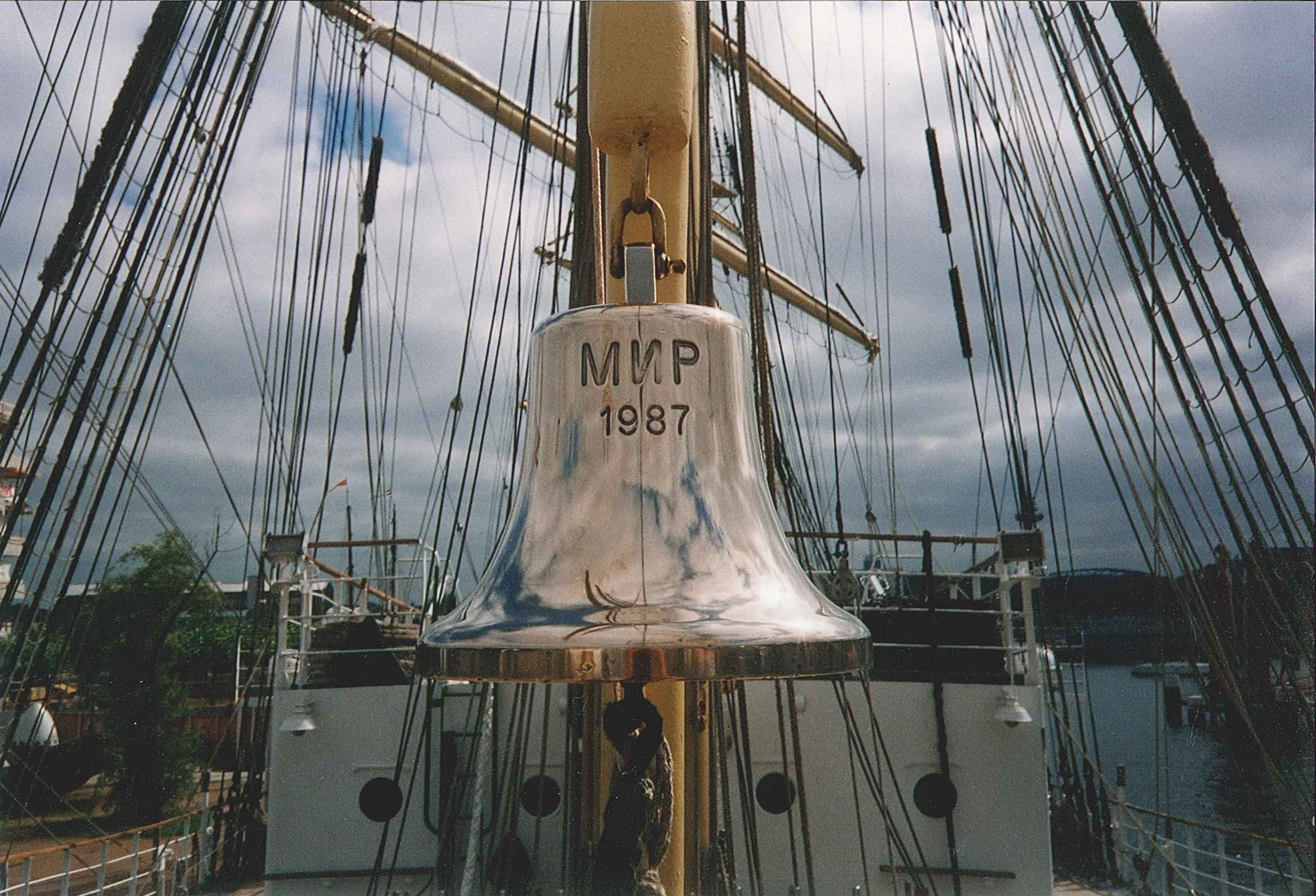
Schiffsglocke der Mir
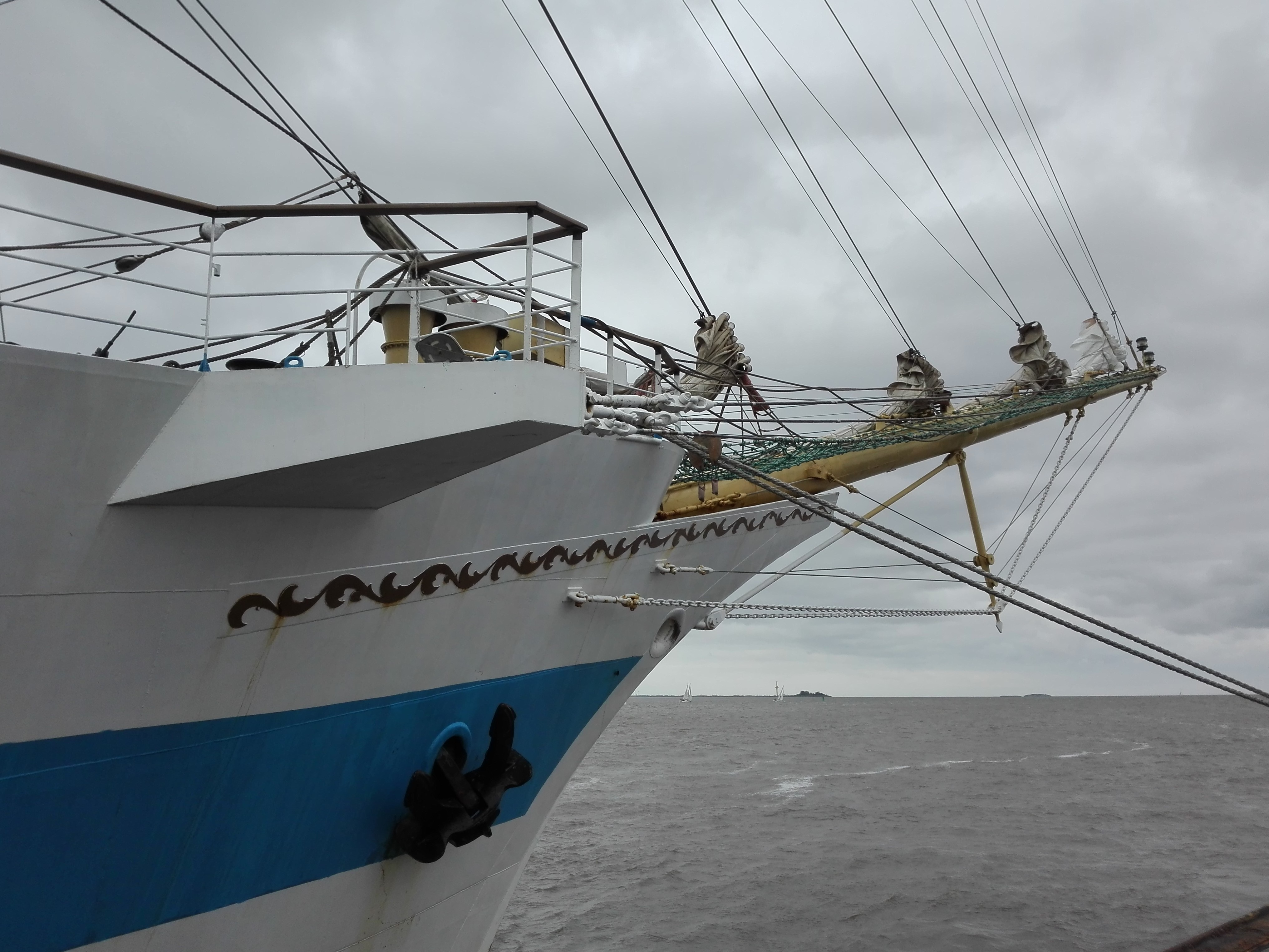
Klüverbaum und Bugspriet
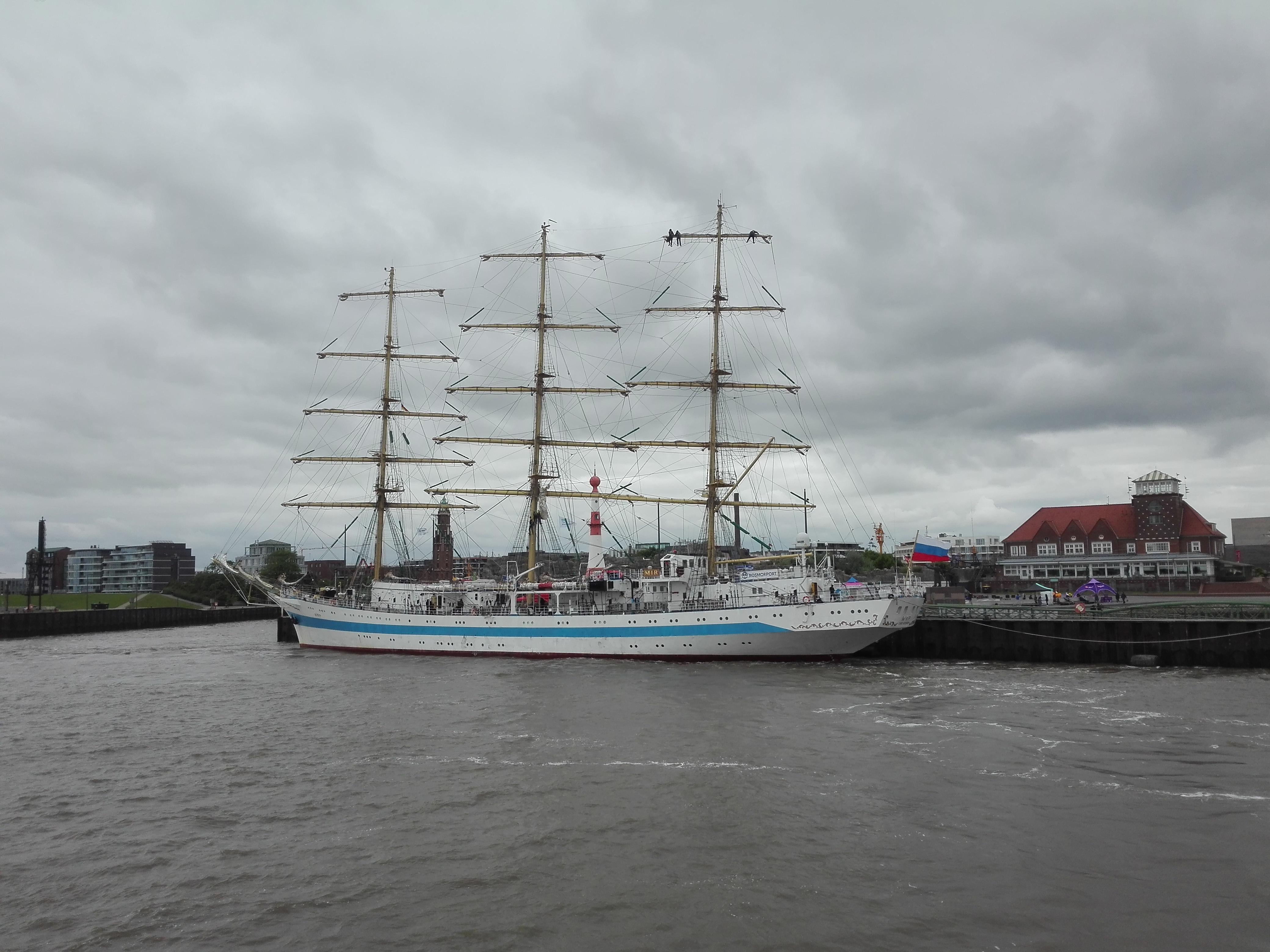
Die Mir in Bremerhaven (2019)